# هیتوکیری
هیتوکیری (انگلیسی: Hitokiri) فیلمی به کارگردانی هیدئو گوشا است که در سال ۱۹۶۹ منتشر گردید. از بازیگران آن می‌توان به شینتارو کاتسو، تاتسویا ناکادای، یوکیو میشیما، یوجیرو ایشی هارا و میتسوکو بایشو اشاره کرد.